# Jaunborne

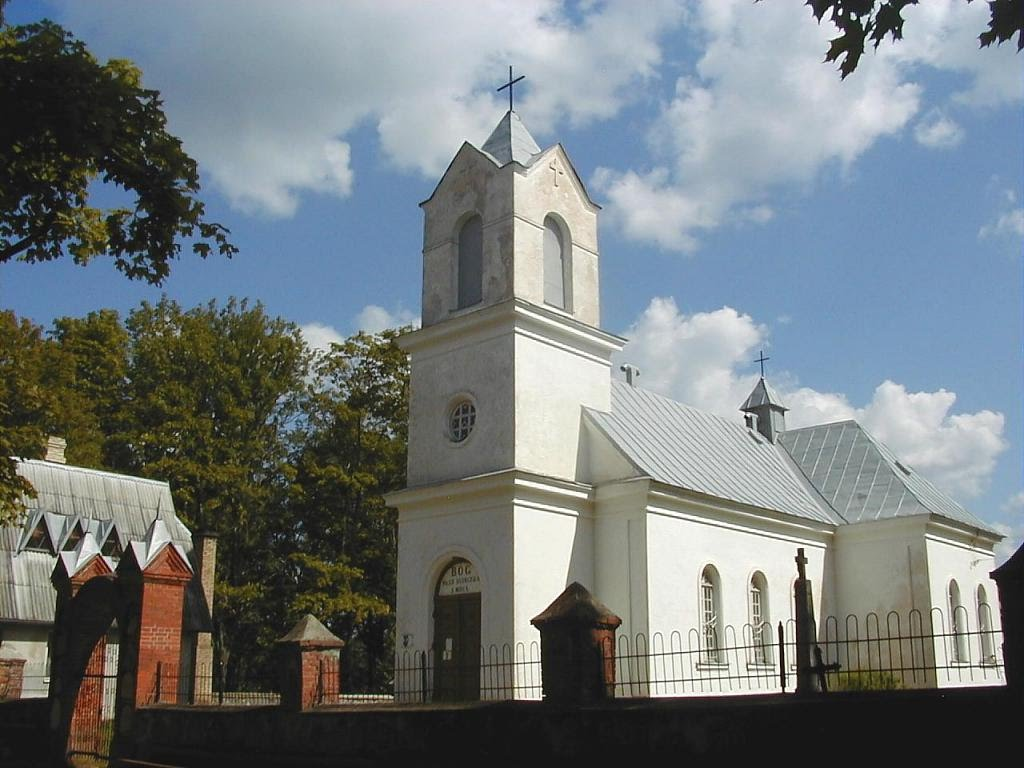
Vue de l'église catholique paroissiale de Jaunborne

Jaunborne (en allemand : Neu-Born) est un village du sud de la Lettonie dépendant de la municipalité de Daugavpils (autrefois Dünaburg) et de la commune de Saliena dans une zone où la population est à 47 % de Russes, 22 % de Lettons 18 % de Polonais et 12 % de Biélorusses.

## Géographie
Il se trouve à 6 kilomètres de Saliena à 33 kilomètres de Daugavpils et à 251 kilomètres au sud de Riga.

## Histoire
Le village a été fondé en 1753. Le domaine seigneurial est passé en 1838 à la famille Dermont-Sirwicki qui fait construire un manoir avec un péristyle néogothique. Après la nationalisation du domaine, il passe à l'armée lettone. L'église paroissiale catholique actuelle date de 1859. 